# Collin Johnson
Collin Johnson (Los Ángeles, California, 23 de septiembre de 1997) es un jugador profesional estadounidense de fútbol americano que se desempeña en la posición de wide receiver en Chicago Bears, equipo de la National Football League (NFL).

## Carrera
Fue seleccionado en la quinta ronda en la Reunión Anual de Selección de Jugadores de la NFL de 2020. Hizo su debut profesional con el equipo Jacksonville Jaguars, en el cual jugó dos temporadas (2020-2021), después pasó a New York Giants (2021-2023), luego pasó a Chicago Bears, donde lleva jugando una temporada.